# Ołtarzew
Ołtarzew – wieś w Polsce położona w województwie mazowieckim, w powiecie warszawskim zachodnim, w gminie Ożarów Mazowiecki. Ma status sołectwa.

## Historia
Wieś szlachecka Ołtarzewo położona była w drugiej połowie XVI wieku w powiecie błońskim ziemi warszawskiej województwa mazowieckiego.
W latach 1954–1961 wieś należała i była siedzibą władz gromady Ołtarzew, po jej zniesieniu w gromadzie Ożarów. W latach 1975–1998 miejscowość położona była w województwie warszawskim.
Według stanu w 2021 wieś liczyła 871 mieszkańców.

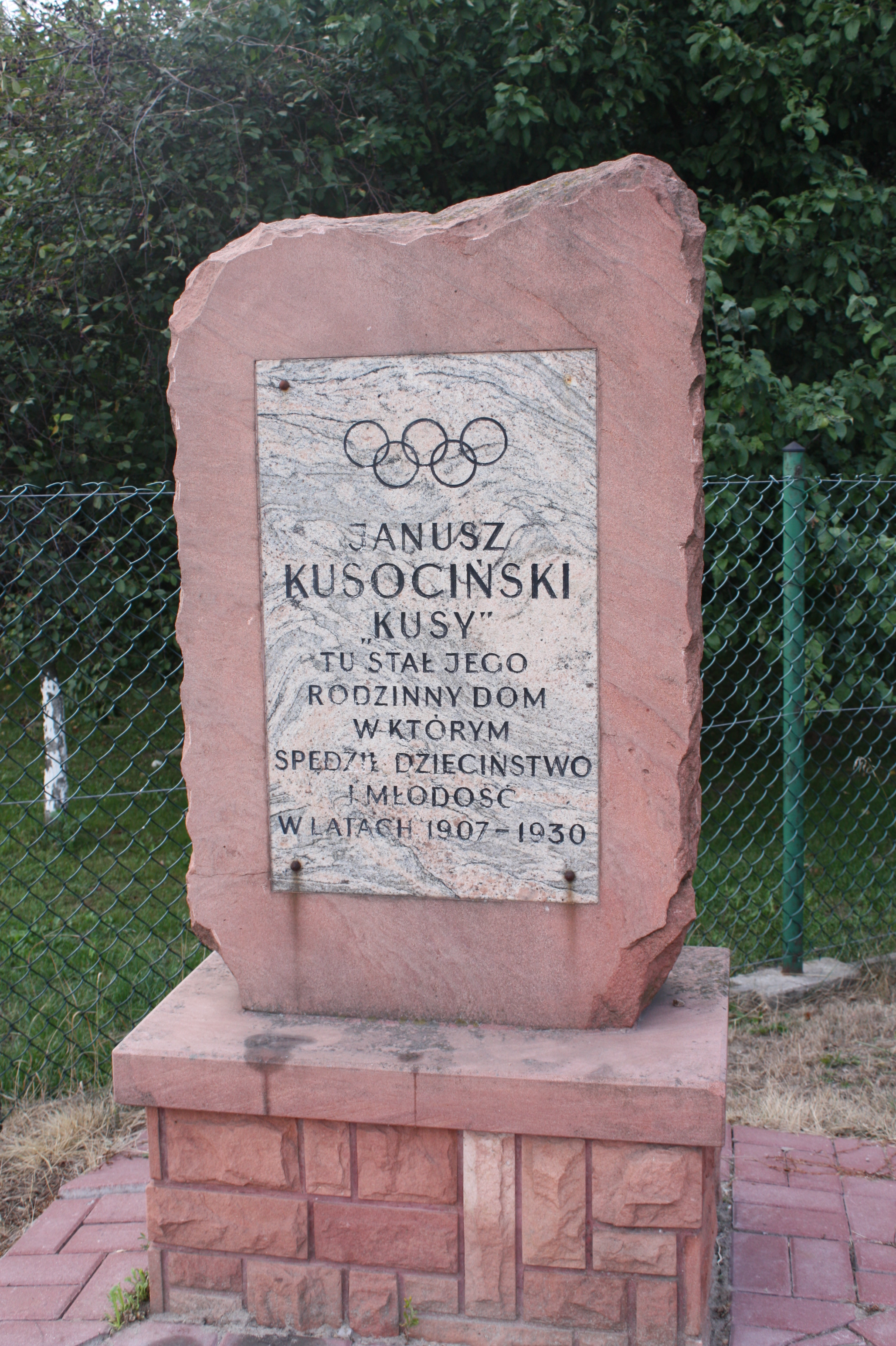
Tablica upamiętniająca Janusza Kusocińskiego

W Ołtarzewie spędził dzieciństwo Janusz Kusociński. Jego ojciec, urzędnik kolejowy, objął tam małe gospodarstwo rolne. W miejscu, gdzie do lat 70. stał drewniany dom rodziny Kusocińskich, postawiono tablicę upamiętniającą ten fakt.
W Ołtarzewie urodził się historyk mediewista Benedykt Zientara, socjolog religii ks. Witold Zdaniewicz oraz Andrzej Kolikowski, ps. Pershing, przywódca gangu pruszkowskiego.
Miejscowość jest siedzibą rzymskokatolickiej parafii Królowej Apostołów.
Na tutejszym cmentarzu spoczywają m.in. Marian Buczek, Szczepan Gracz i Ewa Milde-Prus.

## Dwór

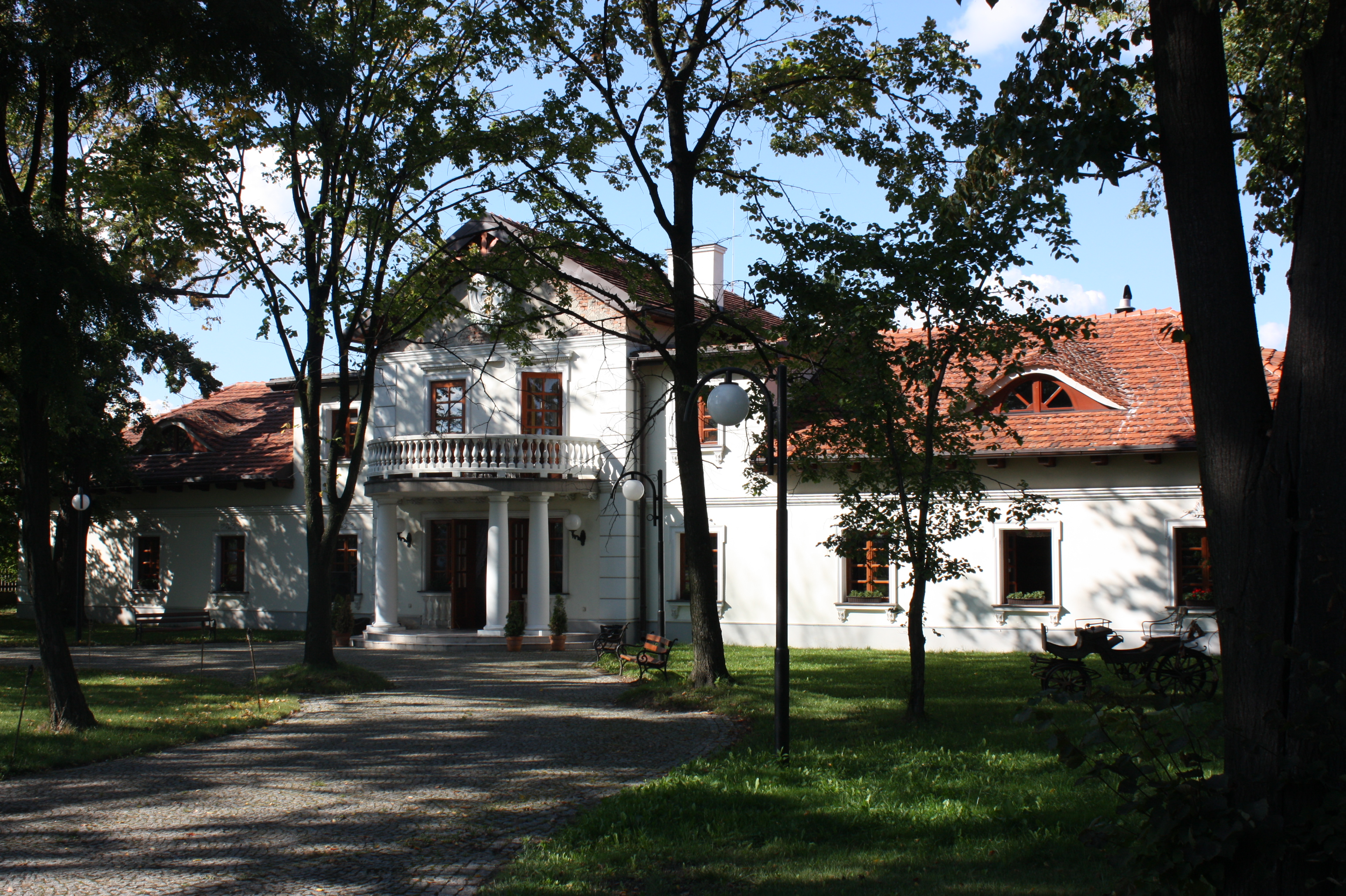
Dwór w Ołtarzewie

Dworek w Ołtarzewie i jego historia związane są z rodziną Ryxów – potomków emigranta pochodzącego z Francji, Franciszka Ryxa. Otrzymał on od króla Stanisława Augusta Poniatowskiego za zasługi tytuł starosty piaseczyńskiego i herb szlachecki „Pierścień”. Jego bratanek, Franciszek Ryx był majorem Wojska Polskiego i dosłużył się podczas Insurekcji Kościuszkowskiej, w 1794 Krzyża „Virtuti Militari”.
Wnuk Franciszka, Bronisław Ryx w połowie XIX wieku osiedlił się w Ołtarzewie, przy „trakcie poznańskim”. Podczas Powstania Styczniowego majątek został zniszczony i zarekwirowany przez władze carskie, a wnuk majora zmuszony do 20-letniej emigracji, ponieważ brał udział w powstaniu i Tymczasowym Rządzie Narodowym.
W 1906 zniszczony majątek został odkupiony od administracji rosyjskiej przez syna Bronisława – Jerzego. Potomek częściowo odbudowuje dwór, zakłada tutaj park, przenosi tutaj hodowlę zwierzęcą i roślinną. Majątek odradza się i rozkwita jednak nie na długo – w 1915 cofające się wojska rosyjskie ponownie niszczą dworek. Tragedia zostaje dopełniona w 1919, kiedy to podczas obrony Lwowa, jako ochotnik Legii Akademickiej ginie jedyny syn – Andrzej. Pamiątką po nim został rosnący do tej pory dąb, który własnoręcznie zasadził.
Córka Jerzego Ryxa, Krystyna wyszła natomiast za mąż za Romana Olędzkiego, z którym miała troje dzieci – Andrzeja, Izabellę i Aleksandrę. Podczas tego małżeństwa majątek odrodził się i rozkwitł. Znany był wówczas z uprawy wielu znakomitych odmian warzyw, owoców, krzewów, drzew i kwiatów. 
Niestety razem z wybuchem II wojny światowej kończy się idylliczne życie rodzinne, podczas którego małżonkowie brali aktywny udział w życiu politycznym i społecznym, patriotycznie i po katolicku wychowywali swoje dzieci, córki i syn pomimo zamożności rodziców byli angażowani do prac fizycznych i regularnej nauki na plantacjach. Po upadku Warszawy rodzina zostaje poddana inwigilacji a majątek zaborowi przez niemieckie służby okupacyjne. Jako członek Stronnictwa Narodowego, Roman Olędzki pomagał Pallotynom, którzy mieszkali w niedalekim Seminarium a także wspomagał oficerów, którzy opuszczali stolicę. Patriotycznie wychowany syn pełnił rolę łącznika z organizatorami konspiracyjnej Narodowej Organizacji Wojskowej, za co 15 sierpnia 1940 został aresztowany. Zginął w obozie koncentracyjnym Auschwitz. Pomimo nieszczęść, pod pozorem pracy przy warzywach, na terenie majątku zlokalizowany został magazyn broni oddziałów Armii Krajowej oraz baza członków konspiracji. W dworku Siostry Urszulanki organizowały tajne nauczanie dla dzieci z Ołtarzewa i Ożarowa Mazowieckiego.
W 1944 z powodu działalności konspiracyjnej rodzina zostaje aresztowana i wywieziona do obozu w Pruszkowie, skąd udaje im się uciec. Kolejne represje rodzinę tę dotykają ze strony władzy ludowej. Majątek zostaje „rozkułaczony”, ziemia orna sprzedana została w 1952. Dawny rolnik skupił się na kształceniu dorastających córek i pracy naukowo-badawczej. Równocześnie do dworku zostają dokwaterowani sublokatorzy, którzy stopniowo dewastują dawny majątek. Zostają tam aż do 2004. Dawni właściciele przenoszą się do Międzylesia a w 2005 dochodzi do pożaru dworku. W 2006, zdewastowany i spalony dwór nabył obecny właściciel, który go odnowił i przywrócił do stanu pierwotnego. Zachowane zostały fragmenty ścian zniszczone przez kule we wrześniu 1939. Obecnie we dworze znajduje się restauracja.